# Daniel Leo (Mafioso)
Daniel Leo (auch bekannt als Danny the Lion) (* um 1941) ist ein US-amerikanischer Mobster und gilt als aktuelles Oberhaupt der Genovese-Familie in New York City.

## Leben
Leo war in seiner Jugend in den 1970er Jahren Mitglied in der gewalttätigen East Harlem Purple Gang, eines Zusammenschlusses von rund 127 Drogendealern und sonstigen Gangstern, die später Mitglieder der Lucchese- oder Genovese-Familie wurden. Obwohl Leo 1976 im Drug Enforcement Administration Report der Polizei erwähnt wurde und damit als bekannter Drogendealer angesehen wurde, wurde er bisher zu keiner einzigen Haftstrafe rechtskräftig wegen Drogenhandels verurteilt.
Die bis heute einzige bekannte Verhaftung aus dem Zeitraum stammt von 1980, als die Behörden wegen Drogenhandel, Kreditwucher und Mord ermittelten. Sein Aufstieg in der Hierarchie wurde deutlich, als das FBI im Oktober 1999 den Genovese-Capo Salvatore „Sammy Meatballs“ Aparo abhörte, der von der Aufnahmezeremonie seines Sohnes Vincent Aparo mit vierzehn weiteren Anwärtern durch Lawrence „Little Larry“ Dentico und Ernest Muscarella sprach, bei der Daniel Leo assistierte.
Seit Oktober 2000 ist seine enge Verbindung zu Vincent Gigante durch den Capo Alan „Baldy“ Longo bekannt. Es gibt die These, dass er bereits ab 2005 Oberhaupt der Familie war; Dominick Cirillo und Mario Gigante also bereits unter seinem Kommando standen und nur von außen als nachfolgende Bosse nach Vincent Gigante wahrgenommen wurden.
Nach einer wenig erfolgreichen Zeit in New Jersey residiert Daniel Leo wieder in New York und musste sich diversen Anklagen stellen. Anfang 2008 bekannte er sich schuldig und wurde zu 5 Jahren Gefängnis verurteilt. Daniel Leo befand sich in diesem Zeitraum der Strafbemessung im Metropolitan Detention Center Brooklyn und als Tag seiner Haftentlassung wurde zunächst der 7. Oktober 2011 vorgesehen.
Allerdings bekannte er sich im Januar 2010 zu weiteren Straftaten im Sinne der ursprünglichen Anklage schuldig und es bestand die Möglichkeit, ein Strafmaß von weiteren 40 Jahren über ihn zu verhängen.
Im März 2010 wurde er dann zu weiteren 18 Monaten und einer Geldstrafe von 1,3 Millionen US-Dollar verurteilt. Auf Grund dieser neuen Haftstrafe sehen viele Liborio Bellomo als möglichen Nachfolger an, der als Underboss bereits die Fraktion in Manhattan anführt.
Leo verbüßte seine Haftstrafe im Federal Correctional Complex (Coleman) in Florida und ist seit dem 25. Januar 2013 wieder in Freiheit.